# Jämtlands norra domsaga
Jämtlands norra domsaga var en domsaga i Jämtlands län. Den bildades den 1 januari 1879 (enligt beslut den 7 juni 1878) genom delningen av Norra Jämtlands domsaga. Domsagan upplöstes den 1 januari 1971 i samband med tingsrättsreformen i Sverige. Domsagan överfördes då till Jämtbygdens tingsrätt.
Domsagan lydde först under Svea hovrätt, men överfördes till domkretsen för hovrätten för Nedre Norrland när denna bildades 1948.

## Tingslag
Vid bildandet löd tre tingslag under domsagan, men detta antal minskades i etapper. Den 1 september 1912 (enligt beslut den 31 juli 1908 och den 12 april 1912) slogs Lits tingslag och Rödöns tingslag ihop för att bilda Lits och Rödöns tingslag. Den 1 januari 1948 (enligt beslut den 10 juli 1947) slogs Lits och Rödöns tingslag ihop med Hammerdals tingslag för att bilda Jämtlands norra domsagas tingslag. När domsagan upphörde 1971 löd således under den bara ett tingslag.

### Från 1879
- Hammerdals tingslag
- Lits tingslag
- Rödöns tingslag

### Från 1912
- Hammerdals tingslag
- Lits och Rödöns tingslag

### Från 1948
- Jämtlands norra domsagas tingslag

## Häradshövdingar
| Ämbetstid | Namn               | Levnadstid |
| --------- | ------------------ | ---------- |
| 1879–1889 | Johan Julius Rosén | 1824-1889  |
| 1890–1904 | Carl Thorsten Blix | 1854–1925  |
| 1904–1933 | Erik Leijonhufvud  | 1863–1950  |
| 1933–1957 | Birger Jacobsson   | 1890–1974  |
| 1958–1968 | Bertil Adéll       | 1914–1983  |